# Саломея, яку вона танцювала (фільм)
Саломея, яку вона танцювала (англ. Salome Where She Danced) — американська військова драма режисера Чарльза Лемонта 1945 року.

## Сюжет
Вірджинія в 1865 році, незабаром після капітуляції генерал Лі у битві при Аппоматтоксі. Військовий кореспондент Джим Стід бере інтерв'ю в графа фон Болена, зарозумілого прусського офіцера, службовця (військового аташе) під час американської громадянської війни. Рік по тому Стід знаходиться у Відні, незадовго до початку австро-прусської війні 1866 року, там він зустрічає знамениту танцюристку Анну Марі, яка шпигує за ним за наказом фон Болена, тепер члена прусського Генерального штабу, який закохався в неї. Однак таємні плани, які їм вдається передати австрійцям не в змозі запобігти вирішальної перемоги Пруссії.
Втікаючи з Відня вони відправляються в сполучені штати, де вони планують організувати успішну кар'єру в шоу-бізнесі. Зупинившись в маленькому західному містечку, щоб організувати концерт, вони вибирають екзотичну Соломію для її дебюту, але вона була пограбована. Лідер банди, Клів Блант, колишній солдат Конфедерації розвиває романтичні відносини з Анною Марі і супроводжує її в поїздці на захід.
Після переїзду в Сан-Франциско, вони умовляють багатого російського полковника підтримувати її кар'єру. Лише прибуття графа фон Болена, що шукає їх призводить до остаточної конфронтації.

## У ролях
- Івонн де Карло — Саломея
- Род Камерон — Джим
- Девід Брюс — Клів
- Вальтер Слезак — Дімітрофф
- Альберт Деккер — фон Болен
- Марджорі Рембо — мадам Європа
- Дж. Едвард Бромберг — професор Макс
- Ебнер Біберман — доктор Лінг
- Джон Літел — генерал Лі
- Курт Кетч — граф фон Бісмарк

## Дивись також
Саломія